# تهیل (شارجه)
تهیل یک منطقهٔ مسکونی در امارات متحده عربی است که در شارجه واقع شده‌است.